# Permotipula patricia
Permotipula patricia es una especie extinta de insecto protodíptero de la familia Permotipulidae. Descubierta por Tillyard en 1929 en el Pérmico Superior de Nueva Gales del Sur, Australia y redescubierta en 1989 en las colecciones del Museo de Historia Natural de Londres, es la mosca más antigua conocida.
La presencia de mecópteros en el Pérmico Superior de Australia constituye la prueba más consistente acerca de la presencia de dípteros o de sus predecesores directos en aquella época. Los paratricópteros del Pérmico Superior probablemente, y los del Triásico ciertamente, se han considerado supervivientes del grupo materno. Riek describió en 1953 tres especies de protodípteros del Pérmico Superior de Australia: Permotanyderus ableptus, Choristotanyderus nanus y Permotipula patricia, pero éstas no pueden atribuirse a ninguno de los subgrupos de los dípteros o de sus predecesores directos.

## Especulaciones
Tras su descripción en 1929, el holotipo de P. patricia de Nueva Gales del Sur, consistente en un ala casi completa, se convirtió en uno de los especímenes de insectos fósiles más discutidos, si no de los invertebrados fósiles. Su significación reside en el hecho de que se ha considerado que es el más antiguo representante conocido de los dípteros, un grupo que atrae un interés considerable debido a su enorme importancia económica y médica, aunque también debido a su éxito evolutivo, por mencionar algunas características. Antes de 1929 las moscas más antiguas conocidas pertenecían al Jurásico Inferior.
Además, P. patricia se convirtió en tema de especulación debido al hecho de que, aparte de Tillyard, nadie había examinado el espécimen. Después de que una serie de paleoentomólogos hubiesen buscado la especie tipo en varias colecciones en las décadas posteriores a la muerte de Tillyard (1937), Riek declaró que se daba por perdida. Especímenes adicionales de P. patricia no se han descubierto.
Lo que sí permaneció fue la descripción de Tillyard, incluyendo un dibujo esquemático del ala (reimpresa casi sin alteración por él mismo en 1935). En dicha descripción se decía que era muy estrecha en su base, con las venas anales reducidas en parte, presentando sólo tres venas longitudinales en el sector radial. Hennig mencionó la en teoría parcialmente reducida vena cubital posterior (Cu2) como especialmente indicativa de una estrecha relación entre Permotipula y los dípteros, ya que esta vena se cree que está presente en un estado considerablemente reducido en los representantes recientes del grupo. Como similitudes derivadas adicionales compartidas por Permotipula y Diptera, Hennig mencionó la posición de Cu2 (muy cercana a Cu1) y la pérdida de la última vena anal (A3).
Otras características de Permotipula han estado, no obstante, sujetas a controversia. Un insecto pérmico adicional del mismo lugar, preservado con cuatro alas, y descrito por Tillyard como "más o menos asociado con Permotipula", contribuyó en gran medida a la controversia. Aunque se diferencia de Permotipula en bastantes características, y aunque Martynova introdujo el nombre Robinjohnia tillyardi para la especie, una serie de autores lo confundieron con Permotipula. Por ejemplo, la asunción de que Permotipula tenía cuatro alas es resultado de esta confusión. Si Permotipula tenía cuatro alas o sólo dos es realmente desconocido. Robinjohnia es actualmente considerada miembro de Mecoptera.
Dos especies pérmicas descritas por Riek como dípteros de cuatro alas (Choristotanyderus nanus y Permotanyderus ableptus) bien pueden estar más relacionadas con los dípteros que con cualquier otro grupo reciente de insectos. Sin embargo, las características que posiblemente apuntan a una relación no son muy convincentes. Lo mismo sigue siendo cierto para un pequeño trozo de ala del Pérmico de la Cuenca de Kuznetsk (Óblast de Penza, Rusia), Permila borealis. Por lo tanto, ningún díptero del Pérmico se ha conocido hasta la fecha. Permotipula bien podía ser el mejor candidato para ello, pero sin un re-examen del tipo era imposible un discusión bien fundada. Sin embargo, la existencia de dípteros en este período es plausible, ya que se han hallado innegables restos de mecópteros del Pérmico Superior: Ya que Mecoptera es posiblemente el grupo hermano de Diptera, se deduce que los dípteros deben ser de la misma época. (Los numerosos así llamados mecópteros del Pérmico Inferior no pertenecen al grupo. Otras dos posibilidades son que bien Siphonaptera (las pulgas) o bien Mecoptera y Siphonaptera combinados son el grupo hermano de Diptera).

## Redescubrimiento
Mientras R. Willman examinaba las partes de la colección de Tillyard hospedada en el Museo Británico encontró una parte y su complemento de una pequeña ala titulada "Pérmico Superior, Belmont ca. Bahía de Warner" sin más anotaciones. Sólo siguiendo una ilustración del ala se le hizo su contorno familiar. Subsiguientes comparaciones con las ilustraciones de Tillyard confirmaron el hecho de que el espécimen tipo de Permotipula patricia había sido en efecto redescubierto.